# Baglán tartomány
Baglán (perzsa/pastu: بغلان – Baġlân) Afganisztán egyik tartománya. Székhelye Pol-e Homri. 2006-tól Magyarország vezeti a helyi Tartományi újjáépítési csoportot.

## Történelem
Baglán tartományt 1964-ben hozták létre az egykori Katagán tartományból. A korábbi, pastuk lakta székhely, Baglán városa elveszítette pozícióját, és 2007-re többségében tádzsikok lakta Pol-e Homri lett a főváros.
A Szovjetunió afganisztáni háborúja idején, 1982-ben a szovjetek Baglán tartomány déli részén kialakították a Kayan katonai övezetet. A területet 10000 iszmailita milicista védte. Ők az iszlámista ellenzékkel való - vallási-történelmi eredetű - ellentéteik miatt a szovjet oldalon harcoltak. Az afgán iszmailiták általánosságban a kommunistákat támogatták, bár volt kivétel is.
Baghlan nagy része és a szomszédos Szamangán tartomány a szovjetekhez igazodó Naderi klán uralma alatt állt. A Naderi klán a Kayan völgy iszmailitáinak örökletes spirituális vezetője (sayed). Az uralmuk alatt álló terület csendes volt, működőképes, ahol az 1980-as években a kommunista központi kormány kórházakat, iskolákat és igazgatási szervezeteket működtetett. Annak ellenére, hogy Naderik a kommunisták szövetségesei voltak, jó kapcsolatokat tartottak fenn a mudzsahedinekkel is, lehetővé téve számukra, hogy áthaladjanak területeiken, ha nem támadják meg ott a kommunistákat.
A szovjetek három fő afganisztáni bázisának egyike Baglán tartományban volt. Itt volt a szovjet csapatok legnagyobb hadtáp bázisa Afganisztánban.
Amikor 2001-ben a háború újra fellángolt, az iszmailiták spirituális vezetője, Manszúr Naderi sayed megpróbálta visszavenni Baglánt a táliboktól. Naderi Rasid Dosztum üzbég hadúrhoz és pártjához igazodott és a tádzsikok dominálta Dzsamijat-e Eszlámi-je párttal versengett Baglán tartomány irányításáért. Ugyanis a tálibok hatalmának bomlásakor a Dzsamijat-e Eszlámi-je is megpróbálta irányítás alá vonni Baglánt. A párt képes volt Pol-e Homri tartományi székhelyet Naderi előtt hatalmába keríteni, pedig Naderinek erős támogatói voltak: az afgán iszmailiták és a hazara síiták. Naderinek 2001-ben és 2003-ban sem sikerült elfoglalnia a tartományi székhelyet, utóbb pedig elmenekült a térségből.

## Földrajz

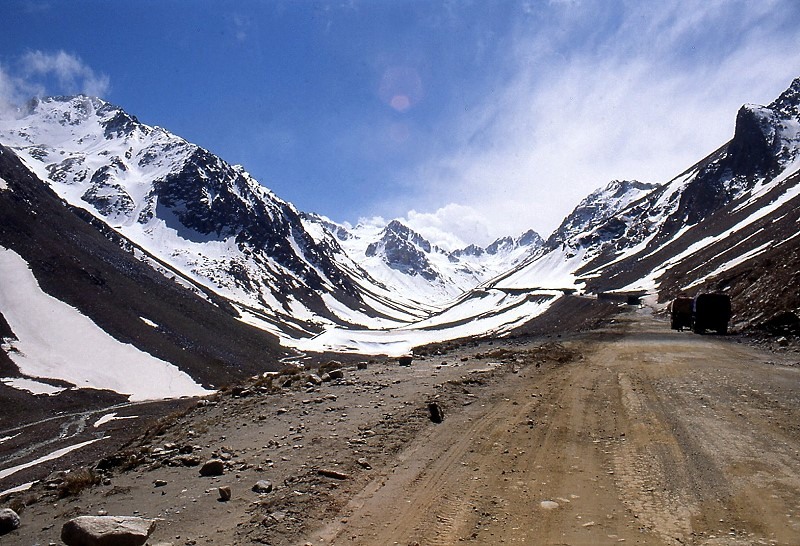
Hegyek a Szálang-hágó közelében

A tartomány a Hindukus hegység északnyugati lábánál fekszik. Déli részén 5000 méterig magasodó hegyek terülnek el. A tartomány déli részén, Hendzsán körzetben található a 3400 m magas a Szálang-hágó, amely a Hindukuson keresztül összeköti Észak- és Dél-Afganisztánt.

### Éghajlat
A tartomány éghajlata domborzattól függően szubtrópusi, mérsékelt vagy magashegyi. Májustól októberig kevés a csapadék, ezért több folyó kiszárad.

## Politikai helyzete

### Általános helyzet
A kormányzók korábban mindig pastuk voltak, ez az 1990-es évek elejétől – a tálib időszaktól eltekintve – megváltozott, főleg tádzsik vagy üzbég kormányzók lettek a tartomány irányítói. Az a kevés befektetés és segély, ami ide érkezett, szinte csak a nem pastuk által lakott területekre jutott el.
2006-ban a MH Tartományi Újjáépítési Csoport átvette a bagláni Tartományi újjáépítési csoport (PRT) vezetését Hollandiától. 2006 októberében magyar katonai egységek érkeztek Baglán tartományba az ISAF keretében, a térség békéjének és biztonságának fenntartására és a helyi rendőrség támogatására. Azóta is több váltásban jelen vannak. A magyar kormány hozzájárult többi helyi infrastrukturális fejlesztéshez, többek közt egy téglagyár létrehozásához Pul-e Humri közelében és több iskola felújításához. A fejlesztésekben részt vett több civil szervezet is, mint a Magyar Ökumenikus Segélyszervezet vagy a Magyar Baptista Szeretetszolgálat.
NATO közreműködéssel felújítottak egy nagy cukorgyárat Pol-e Humri mellett, amely 2006-ban már megkezdte működését. Egy másik cukorgyárat a következő év novemberében fejeztek be. Felavatási ünnepségén egy öngyilkos bombamerénylet 68 embert ölt meg, köztük több afgán parlamenti képviselőt. Az áldozatok között volt a korábbi kereskedelmi miniszter, Szajed Musztafa Kázemi.
2009-től az Ohiói Nemzeti Gárdával együttműködve magyar vezetésű Műveleti Tanácsadó és Összekötő Csoport (OMLT) segíti két, az afgán nemzeti hadsereg Baglán tartományban települt alakulatának műveleti felkészítését. A magyar vezetésű OMLT 2009. április vége óta látja el a Baglánba települt 209-es ANA Hadtest 2. dandár 3. zászlóaljának műveleti felkészítését a Pol-e Homritól délre fekvő Kaj-lagaji laktanyában.
A folyamatos kisebb-nagyobb támadások ellenére Baglán tartományt Afganisztán biztonságosabb tartományai között tartják számon.

### Kormányzók
| A kormányzás ideje                        | A kormányzó neve        | Megjegyzés |
| ----------------------------------------- | ----------------------- | ---------- |
| 2004. augusztus 15. – 2005. szeptember 5. | Dzsuma Hán Hamdard      |            |
| 2005. szeptember 6. – 2006. július 26.    | Mohammad Álem Raszih    |            |
| 2006. július 27. – 2007. január           | Ikrámuddin Maszumi      |            |
| 2007. február – 2008. január              | Mohammad Álam Iszhákzai |            |
| 2008. február – 2009. január              | Abdul Dzsabbár Hagbin   |            |
| 2009. január – 2010. március              | Mohammad Akbar Bárakzai |            |
| 2010. március –                           | Munsi Abdul Majeed      |            |